# Schizolaena parviflora
Schizolaena parviflora är en tvåhjärtbladig växtart som först beskrevs av Gerard, och fick sitt nu gällande namn av Alfred Perrier. Schizolaena parviflora ingår i släktet Schizolaena och familjen Sarcolaenaceae. Inga underarter finns listade i Catalogue of Life.